# Willie Smith (bluesový hudebník)
Willie Smith, často přezdívaný Big Eyes (19. ledna 1936 – 16. září 2011) byl americký bluesový zpěvák, bubeník a hráč na foukací harmoniku. V 60. letech spolupracoval například s Muddy Watersem.